# Meoneura algerica
Meoneura algerica är en tvåvingeart som beskrevs av Willi Hennig 1937. Meoneura algerica ingår i släktet Meoneura och familjen kadaverflugor.
Artens utbredningsområde är Algeriet. Inga underarter finns listade i Catalogue of Life.